# 네아르코스

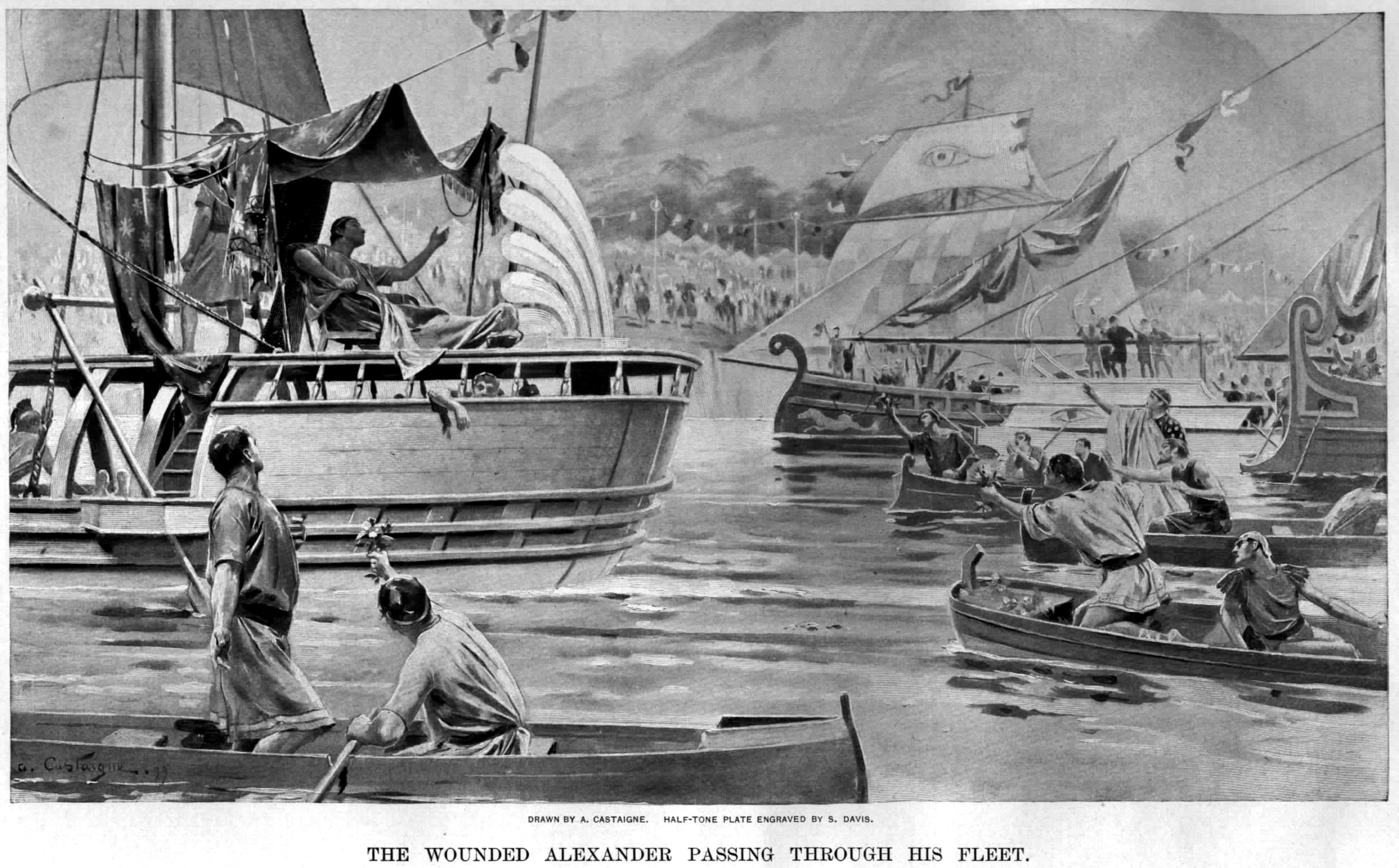

네아르코스(고대 그리스어: Νεαρχος, 고대 그리스어: Nearchos, 기원전 360년 경 - 기원전 300년 경)는 알렉산더 3세 (대왕)을 섬긴 마케도니아 왕국의 장군이다.

## 알렉산더 아래에서
네아르코스는 크레타의 라티에서 태어난 안드로티모스의 아들이다. 그가 소년이었을 때 그와 그의 가족은 마케도니아의 암피폴리스에서 살고 있었다. 그는 알렉산더의 친구 중 하나이며, 알렉산더의 이복형 아리다이오스의 결혼을 둘러싼 문제로 알렉산더와 그의 아버지 필리포스 2세가 대립하여 알렉산더가 추방되었을 때에 프톨레마이오스, 하르팔로스, 에리기오스, 라오메돈 형제와 함께 추방당했다. 기원전 336년의 필리포스의 죽음과 함께 그들은 소환되었고, 이후 왕이 된 알렉산더의 주선으로 모두 높은 지위에 올랐다. 네아르코스는 대왕의 동정 첫 해인 기원전 334년에 리키아와 팜필리아의 태수 자리를 차지하였다.
기원전 328년에 그는 박트리아의 알렉산더 대왕에게 증원 용병 부대를 이끌고, 앗사케노이 인들의 땅에 왔다. 그때 근위 보병부대의 천부장이었던 그도 그 자리에 있었던 안티오쿠스와 함께 아구리아네스 인 부대와 경장보병 부대를 이끌고 정찰을 위해 남겨졌다.
기원전 326년, 네아르코스는 휘다스페스강에서 대왕이 편성한 함대의 제독으로 임명되어, 인도의 강들을 내려갔다. 그리고 도중에 알렉산드로스와 갈라진 이후 페르시아만까지 항해를 계속했다. 일단 카르마니아(호르무즈 서쪽)에서 알렉산드로스와 재회하여 대왕의 배웅을 받고 항해를 계속했다. 네아르코스는 항해 시 들른 다양한 땅의 풍토와 그곳에 사는 민족에 대한 상세한 기록을 남겼는데, 이 기록을 아리아노스는 《인디카》를 작성할 때 유용하게 참조했다. 항해를 하는 동안 네아르코스는 그리스에서 테에로스라고 불렀던 바레인에 이르렀으며, 그곳에 이르게 된 첫 그리스인의 지휘관이 되었다.
기원전 324년에 네아르코스는 수사에 일단 들렀다가 그곳에서의 집단 결혼식에서 대왕의 후궁 바르시네와 멘토르의 딸과 결혼했다. 그 후에도 그는 항해를 계속하여 페르시아만에서 유프라테스강을 거슬러 대왕이 있는 바빌론에 이르렀다. 그래서 그는 병으로 드러누운 알렉산드로스 대왕으로부터 아라비아를 일주하라는 지시를 받았지만, 직후인 기원전 323년 대왕의 죽음으로 이 계획은 중단되었다.

## 알렉산더의 사후
대왕의 사후 제국의 미래를 결정하기 위해 〈바빌론 회의〉가 개최되었다. 네아르코스는 대왕과 후궁 바르시네의 아들 헤라클레스를 왕위에 올릴 것을 제안했지만, 헤라클레스는 서자였기 때문에 찬동자는 나오지 않았다. 결국 제국의 섭정이 된 대귀족 페르디카스의 지도 하에 알렉산더의 이복형의 아리다이오스가 필리포스 3세로 즉위를 했다. 네아르코스는 이 회의에서 다시 리키아와 팜필리아의 태수가 되었다.
그러나 곧 대왕의 남겨진 장군들(디아도코이) 간의 항쟁이 일어났다. (디아도코이 전쟁) 네아르코스는 당초 페르디카스 계파에 속했지만 페르디카스의 사후 기원전 321년에 개최된 〈트리파라디소스 회의〉에서 네아르코스 영지는 안티고노스의 손으로 넘어가고 자신은 안티고노스의 부장이 되었다.(영토 변천에 대해서는 여러 설이 있다.) 그가 마지막으로 역사의 무대에 선 것은 기원전 312년에 안티고노스의 아들 데메트리오스의 상담역으로 종군한 것이며, 이후 그가 어떻게 되었는지는 알려져 있지 않다.